# Geoffrey Rush
Geoffrey Rush (født 6. juli 1951) er en australsk skuespiller. Han er født i Toowoomba, Queensland, og begyndte sin skuespilkarriere ved Queensland teaterkompani i Brisbane. Han studerede ved universitetet i Queensland, hvor han boede sammen med skuespilleren Mel Gibson.
Rush vandt en Oscar for bedste mandlige hovedrolle i Shine i 1996.
Han har også medvirket i Pirates of the Caribbean-filmene, produceret af Jerry Bruckheimer, hvor han spillede Kaptajn Barbossa.

## Filmografi
- Bogtyven (2013)
- Kongens store tale (2011)
- Elizabeth: The Golden Age (2007)
- Pirates of the Caribbean: At World's end (2007)
- Candy (2006)
- Pirates of the Caribbean: Død mands kiste (2006)
- Munich (2005)
- The Life and Death of Peter Sellers (2004)
- Ned Kelly (2004)
- Swimming Upstream (2004)
- Find Nemo (stemme, 2003)
- Intolerable Cruelty (2003)
- Mercury (2003)
- Pirates of the Caribbean: Den sorte perles forbandelse (2003)
- The Banger Sisters (2002)
- Frida (2002)
- Lantana (2001)
- The Tailor of Panama (2001)
- Quills (2000)
- House on Haunted Hill (1999)
- Mystery Men (1999)
- Elizabeth (1998)
- Les Misérables (1998)
- A Little Bit of Soul (1998)
- Shakespeare in Love (1998)
- Twisted (1997)
- Shine (1996)
- Children of the Revolution (1996)